# Broda (województwo pomorskie)
Broda (dodatkowa nazwa w j. kaszub. Broda, niem. Brodda) – kolonia kaszubska w Polsce położona w województwie pomorskim, w powiecie chojnickim, w gminie Brusy.
W latach 1975–1998 miejscowość administracyjnie należała do województwa bydgoskiego.